# Karl Haushofer

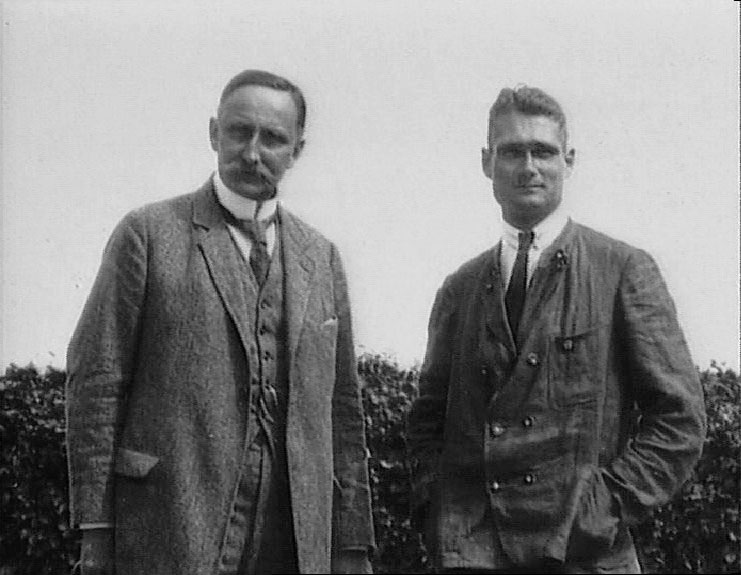
Karl Haushofer i Rudolf Hess

Karl Ernst Haushofer (Múnic, Baviera, 27 d'agost de 1869 - Pähl, 13 de març de 1946), fou un polític, militar, geògraf i historiador alemany, un dels principals ideòlegs de la teoria del Lebensraum ('espai vital'). Els seus estudis sobre els aspectes polítics del món li van permetre de redefinir la ciència que coneixem avui com a 'geopolítica'. Haushofer va voler donar a la geopolítica de la seva època una idea d'antiimperialisme en contra de les potències marítimes del món, com els Estats Units i la Gran Bretanya; per a poder equilibrar el seu poder preconitzava que els països més desenvolupats d'Euràsia els plantessin cara tot fent sorgir dels espais continentals nacions solidàries amb un desplegament harmoniós i supranacional. Per això considerava Rússia com l'aliat natural de l'Alemanya. Malgrat això, les seves teories varen ser recuperades pel nazisme i van esdevenir una de les justificacions principals de la política expansionista i guerrera d'aquest moviment, el qual va acabar considerant que calia trobar el seu "espai vital" en detriment de la Unió Soviètica.

## Biografia
El 1887, inicia la carrera militar a l'Escola de Guerra de Baviera, i tres anys després ingressa com oficial d'artilleria al regiment d'artilleria de Camp Príncep Regent Luitpold. Després es casa el 8 de juliol de 1896 amb Martha Mayer-Doss, una jove d'ascendència jueva. Dos anys després és ascendit a oficial d'Estat Major. El 1903 era professor a l'Acadèmia de Guerra de Baviera i és enviat al Japó el 1908 per a reorganitzar l'aparell militar japonès. També va realitzar viatges a la Xina, l'Índia i Corea.
En un dels seus viatges va conèixer Lord Kitchener, amb qui intercanvià opinions sobre un possible enfrontament bèl·lic entre Alemanya i Gran Bretanya, les conseqüències del qual serien favorables per als Estats Units i el Japó. El 1909, viatja a aquest país per a conèixer en persona l'Emperador Meiji i l'emperadriu Haruko. El 1913, Haushofer va donar cursos de geografia a la Universitat de Múnic, arribant a ser-ne catedràtic. L'any següent fou mobilitzat per a la Primera Guerra Mundial com a Major General i Comandant Brigadier de l'exèrcit alemany en el front francès, i el 1916 va combatre en el front del Caucas. Tres anys després, renuncià a la seva carrera militar per a dedicar-se completament a l'estudi de la geografia política a Múnic.

### Relació amb el nazisme
L'acompanyaren en els seus estudis les tesis d'historiadors anglesos com Thomas Macaulay i Edward Gibbon, i d'alemanys com Albrecht Roscher, Friedrich Ratzel i Rudolf Kjellen, que van configurar el pensament geopolític de Haushofer. Per als fets històrics que van esdevenir, Haushofer va comprometre el seu pensament amb la seva vinculació indirecta amb el moviment nazi. Des de 1919, Haushofer i altres dirigents (entre ells Rudolf Hess) van fundar el Partit Nacional Socialista dels Treballadors Alemanys, al que es van unir després Adolf Hitler i Joseph Goebbels. Encara que la seva participació en el partit va ser gairebé nul·la, va proporcionar els seus coneixements de geopolítica al nazisme, que ja estava guanyant adeptes entre el públic.
El 1924 va fundar la Revista de Geopolítica (Zeitschrift für Geopolitik) amb la qual inicia les seves activitats com especialista en l'àrea internacional de la política alemanya. Després funda l'Acadèmia Alemanya el 5 de maig de 1925 i dos anys després dona a conèixer en Berlín el seu estudi sobre les fronteres nacionals.
Les relacions entre Haushofer i els nazis van ser ràpidament conflictives, però no van dur a conseqüències greus mentre va estar protegit pel seu amic Rudolf Hess. Els inconvenients van començar arran de la seva unió matrimonial amb una jueva; aquests es van agreujar després del 1933, quan un comando del partit assalta la seva residència a la recerca d'armes. Tot i així aconseguí conservar el seu lloc de professor universitari i va ser escollit com a president de l'Acadèmia Alemanya de 1934 a 1937, període durant el qual va actuar com a diplomàtic en missions secretes a Londres.

### Caiguda en desgràcia
El 1938, Haushofer va caure però en desgràcia i la seva situació es va complicar encara més amb la desaparició de Hess el 1941. El 1944 fou vinculat en un procés judicial per causa de l'atemptat fallit contra Hitler. La Gestapo l'empresona al camp de concentració de Dachau, la seva família també compartirà la seva destinació de la manera més sinistra: un dels seus fills, Albrecht, implicat amb l'intent d'assassinat de Hitler, és executat al final de la Segona Guerra Mundial.
Al final de la guerra fou interrogat pels oficials de l'exèrcit nord-americà per la seva vinculació amb el règim nazi i encara que fou absolt en els Judicis de Nuremberg, els aliats li embarguen la seva pensió i el seu títol de Professor Honorari, amb la qual cosa la seva situació econòmica s'agreujà, el que fou el detonant del seu suïcidi el març de 1946; la seva esposa el va assistir segons el ritual japonès de mort honorable (seppuku).
Segons Louis Pauwels i Jacques Bergier va esser membre de la societat secreta Thule, fet no provat.

## Obres
- Dai Nihon (El gran Japó, 1913)
- Geopolitik des Pazifischen Ozeans (Geopolítica de l'Oceà Pacífic, 1925)
- Grenzen in ihrer geographischen und politischen Bedeutung (Els confins en el major significat geogràfic i polític, 1927)
- Japans Werdegang als Weltmacht und Empire (El desenvolupament del Japó com a potència mundial i imperi, 1933)
- Der nationalsozialistiche Gedanke in der Welt (La idea nacionalsocialista en el món, 1934)
- Deutsche Kulturpolitik im Indopazifischen Raum (La política cultural alemanya a l'àrea indo-pacífica, 1939)